# 세계미식가협회
세계미식가협회(Confrérie de la Chaîne des Rôtisseurs)는 1950년 프랑스 파리에서 설립된 전세계 미식가들의 모임이다. 셴 데 로티쇠르라고 부른다.

## 역사
1248년 맛의 본고장 프랑스에서 거위요리 전문가들을 중심으로 결성된 셴 데 로티쇠르는 프랑스 혁명 이후 한때 해체되기도 했었으나 1950년대에 재결성돼 오늘날에는 각국에 지부를 둔, 맛에 관한 한 세계 최고의 민간 친목단체가 됐다.
세계적인 명성과 전통을 자랑하는 세계미식가협회의 기원은 1248년 프랑스 왕실로부터 시작, 1950년 프랑스 미식가 3명과 요리사 2명이 협회를 결성했다.
세계미식가협회는 불어로 'La Chaine Des Rotisseurs', 영어로 'Guild of Roaster'이며 미식사교모임의 성격을 띠고 있다.

## 대한민국
한국미식가협회(Chaine des Rotisseurs Korea, 셴 데 로티쇠르 코리아)가 설립되어 서울, 부산에 지부가 있다. 세계미식가협회의 한국지부는 1979년에 설립돼 국내 특급호텔의 총지배인, 식음료 이사, 외교관, 외국은행 지점장 등 150여명의 회원으로 구성되어, 국내 주요 특급호텔을 돌며 해마다 5-6회의 모임을 갖고 음식문화 창달을 위해 노력하고 있다.
1979년 당시 조선호텔 식음료부 지배인이던 조바니 안젤리니가 "한국에서도 이제 본격적인 서양요리의 수준향상이 필요하다"며 동호인을 모아 한국지부를 발족시켰다.